# チューリッヒ選手権2006
チューリッヒ選手権2006は、チューリッヒ選手権の91回目のレース。2006年10月1日に行われた。

## 結果
チューリッヒ 240.9km
| 順位 | 選手名                     | 国籍           | チーム                       | 時間          |
| ---- | -------------------------- | -------------- | ---------------------------- | ------------- |
| 1    | サムエル・サンチェス       | スペイン       | エウスカルテル・エウスカディ | 6時間03分48秒 |
| 2    | スチュアート・オグレディ   | オーストラリア | チームCSC                    | +30秒         |
| 3    | ダヴィデ・レベッリン       | イタリア       | ゲロルシュタイナー           | 同            |
| 4    | マイケル・ボーヘルト       | オランダ       | ラボバンク                   | 同            |
| 5    | ファビアン・カンチェラーラ | スイス         | チームCSC                    | +36秒         |
| 6    | クリスティアン・モレーニ   | イタリア       | コフィディス                 | 同            |
| 7    | ニッキー・セレンセン       | デンマーク     | チームCSC                    | 同            |
| 8    | ウラディミール・グセフ     | ロシア         | ディスカバリーチャンネル     | +1分17秒      |
| 9    | ダニーロ・ディルーカ       | イタリア       | リクイガス                   | +1分20秒      |
| 10   | フィリッポ・ポッツァート   | イタリア       | クイックステップ             | 同            |